# Pro kočku
Pro kočku (1968) je třetí knižní sbírka písňových textů Jiřího Suchého. Obsahuje 51 písniček řazených abecedně podle názvu.

## Obsah
- Akvárium
- Amfora lexikon a preparát
- Balada z mlází
- Blázen a dítě
- Blues o teplém prádle
- Cop
- Co ve městě se povídá
- Čekání na tetu
- Čím budu tím budu rád
- Ďábel z Vinohrad
- Jak se plaší zlé sny
- Jak se zbavit dámy
- Jsem holka barevná
- Kamarádi
- Kdo ví
- Krajina posedlá tmou
- Krokodýl
- Kytky se smály a vánek si vál
- Máme rádi zvířata
- Modré džínsy
- Modrý tričko
- Motýlek
- Na rezavým dvojplošníku
- Na střeše světa
- Na vrata přibili můj stín
- Neotálej
- Nedělejte ze mne chudinku
- Nekoukejte slečno na čočku
- Obhajoba
- Píseň Hamleta o hvězdách
- Písnička pro kočku
- Propil jsem gáži
- Řada koní
- Sádlo na chleba
- Sedmdesát hrobaříků
- Slečna Mici
- Slečna v sedmý řadě
- Stála basa u Picassa
- Sto let už čekám
- Svatba
- To nám slečno nedělejte
- Toulaví zpěváci
- Tragédie s máslem
- Tři tety
- Ukrejvám rozpaky
- V kašně
- Vlny
- V noci na malé mýtině
- Vstupní scéna Alkalis-revue
- Vyletěl jsem ze dveří
- Znal jsem jednu pampelišku